# 包登巴赫
包登巴赫是德国巴伐利亚州的一个市镇。总面积22.09平方公里，总人口1190人，其中男性606人，女性584人（2011年12月31日），人口密度54人/平方公里。